# Zdeno Chára

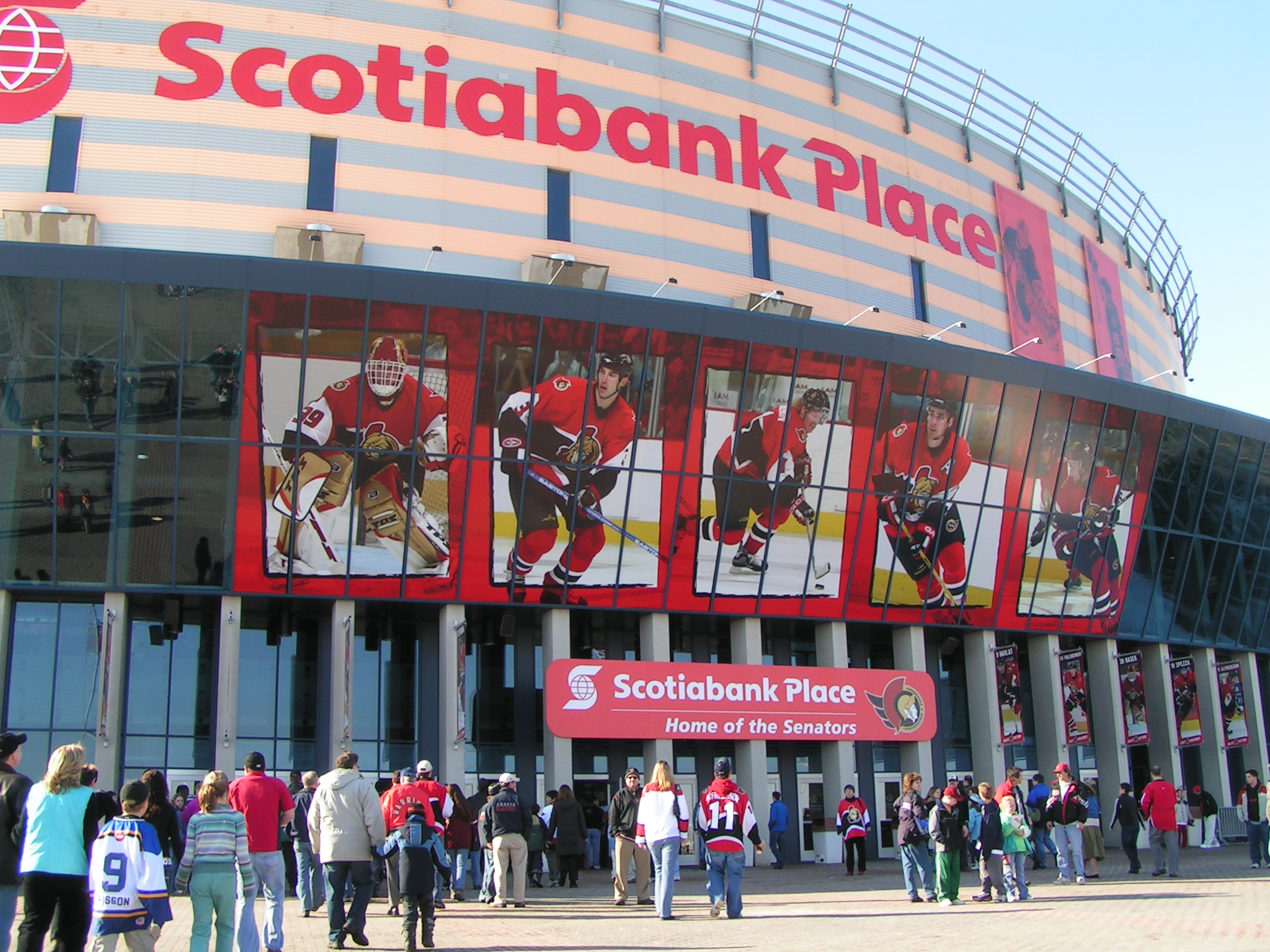
Zdeno Chára mezi hvězdami vítající fanoušky klubu Ottawa Senators

Zdeno Chára (* 18. března 1977 Trenčín) je bývalý slovenský hokejový obránce, který odehrál 24 sezón v severoamerické NHL, z toho 14 za Boston Bruins, se kterými vyhrál v sezóně 2010–11 Stanley Cup. Je vítězem Norris Trophy za sezonu 2008–09 a nejvyšším hráčem v historii NHL.

## Osobní život
14. července 2007 si v kostele v Nemšové vzal svou dlouholetou přítelkyni Tatianu Biskupicovou. 27. dubna 2009 se jim narodilo jejich první dítě, dcera Elliz Victoria. Jeho otec Zdeněk je čtyřnásobným mistrem Československa v řecko-římském zápase a bývalý reprezentační trenér Slovenska.
Stal se také jedním z ambasadorů charitativní organizace Right to Play (Právo hrát). V červenci 2008 strávil dva týdny v Mosambiku a s obráncem Calgary Flames Robynem Regehrem vystoupal na horu Kilimandžáro.
Domluví se šesti jazyky: slovensky, česky, švédsky, rusky, německy a anglicky.

## Kariéra hráče
Počátky jeho dráhy jsou nesmazatelně spojeny s jeho otcem, bývalým zápasníkem a reprezentantem Československa Zdeňkem Chárou.
Naučil jej gymnastické obratnosti, zápasení, ale celou dobu mu vštěpoval, že má být hráč a ne rváč.
Cháru draftoval v roce 1996 na 56. místě tým New York Islanders, hrající nejvyšší hokejovou soutěž, NHL. Po čtyřech letech strávených v organizaci Islanders byl vyměněn do Ottawa Senators společně s Billem Muckaltem a výběrem v prvním kole draftu (vybraným hráčem je Jason Spezza) za Alexeje Jašina.
V týmu Senators se stal jedním z elitních zadáků ligy. V roce 2003 se poprvé dostal na Utkání hvězd, kde v soutěži dovedností skončil druhý v soutěži o nejtvrdší střelu za legendárním bekem Alem MacInnisem.
V sezoně 2003–04 skončil třetí v NHL v bodování plus/minus za Martinem St. Louisem a Markem Malíkem. Tak byl poprvé nominován na Norris Trophy. Ocenění ale získal Scott Niedermayer, se kterým byl v prvním výběru hvězd ligy.
Ve stávkové sezoně 2004–05 hrál za švédský tým Färjestad BK. V průběhu sezony se nedokázal dohodnout se Senators na novém kontraktu a na konci sezony 2005–06 se stal volným hráčem bez omezení.
1. července 2006 podepsal pětiletou smlouvu s Boston Bruins zajišťující mu 37 a půl milionu dolarů. V Bostonu se stal kapitánem po dosavadním Joeu Thorntonovi. Je tak teprve třetím slovenským kapitánem v NHL po Peteru Šťastném a Stanu Mikitovi. Chára se účastnil Utkání hvězd 2007, kde mimo vstřelení dvou gólů za tým Východní konference vyhrál soutěž o nejtvrdší střelu. Jeho střela dosáhla rychlosti 161,6 kilometrů za hodinu.
V roce 2008 byl opět nominován na Utkání hvězd, kde znovu vyhrál soutěž o nejtvrdší střelu. Tentokrát dosáhl puk rychlosti 166 kilometrů v hodině. Na začátku března téhož roku si Chára v zápase s Washington Capitals poranil rameno, chyběl ale jen pět zápasů a operaci odložil na přestávku mezi sezonami. Bruins se dostali do play-off, ale prohráli s Montreal Canadiens. Chára byl podruhé nominován na Norris Trophy, opět neúspěšně.
V roce 2009 nechyběl ve svém čtvrtém Utkání hvězd, kde vytvořil nový rekord pro nejtvrdší střelu historie. Svou rychlostí 169,7 kilometrů v hodině překonal šestnáct let starý rekord Ala Iafrata. V téže sezoně vyhrál svou první Norris Trophy když porazil Mika Greena z Washington Capitals a Nicklase Lidströma z Detroit Red Wings.
V roce 2012 překonal svůj světový rekord (169,7 km/h) a posunul hranici na 175 kilometrů v hodině.
Na Zahajovacím ceremoniálu Zimních olympijských her 2014 v Soči se stal vlajkonošem slovenské výpravy.
30. prosince oznámil na sociálních sítích že po 14 letech opouští Boston Bruins. V tento den také podepsal roční smlouvu na 795 000 dolarů s klubem Washington Capitals.
18. září 2021 podepsal roční smlouvu s klubem New York Islanders, kde hrál před 20 lety, svoje první zápasy v NHL. V září 2022 podepsal jednodenní smlouvu s Bruins a ukončil profesionální hráčskou kariéru.

## Ocenění
- V letech 2003, 2007, 2008, 2009 a 2011 byl nominován na Utkání hvězd NHL.
- V letech 2004 a 2009 se dostal do prvního Týmu hvězd NHL.
- V letech 2006 a 2008 se dostal do druhého Týmu hvězd NHL.
- V roce 2009 vyhrál James Norris Memorial Trophy.
- V letech 2007, 2008, 2009, 2011 a 2012 vyhrál soutěž o nejtvrdší střelu při příležitosti Utkání hvězd NHL.
- od roku 2025 člen Síně slávy IIHF

## Prvenství
- Debut v NHL – 19. listopadu 1997 (Detroit Red Wings proti New York Islanders)
- První asistence v NHL – 15. dubna 1998 (New York Rangers proti New York Islanders)
- První gól v NHL – 29. ledna 1999 (New York Islanders proti Phoenix Coyotes, kanadskému brankáři Jimmy Waite)
- První hattrick v NHL – 17. ledna 2011 (Boston Bruins proti Carolina Hurricanes)

## Klubové statistiky
| Sezóna          | Klub                    | Soutěž          |       | Základní část | Základní část | Základní část | Základní část | Základní část |    | Play off | Play off | Play off | Play off | Play off |
| Sezóna          | Klub                    | Soutěž          | Z     | G             | A             | B             | TM            | Z             | G  | A        | B        | TM       |          |          |
| 1994/1995       | Dukla Trenčín           | SHL             | 2     | 0             | 0             | 0             | 0             | —             | —  | —        | —        | —        |          |          |
| 1995/1996       | Dukla Trenčín B         | 1. SHL          | 5     | 1             | 1             | 2             | 6             | —             | —  | —        | —        | —        |          |          |
| 1995/1996       | HK VTJ Marat Piešťany   | 1. SHL          | 10    | 1             | 3             | 4             | 10            | —             | —  | —        | —        | —        |          |          |
| 1995/1996       | HC Sparta Praha         | ČHL             | 1     | 0             | 0             | 0             | 0             | —             | —  | —        | —        | —        |          |          |
| 1996/1997       | Prince George Cougars   | WHL             | 49    | 3             | 19            | 22            | 120           | 15            | 1  | 7        | 8        | 45       |          |          |
| 1997/1998       | New York Islanders      | NHL             | 25    | 0             | 1             | 1             | 50            | —             | —  | —        | —        | —        |          |          |
| 1997/1998       | Kentucky Thoroughblades | AHL             | 48    | 4             | 9             | 13            | 125           | 1             | 0  | 0        | 0        | 4        |          |          |
| 1998/1999       | New York Islanders      | NHL             | 59    | 2             | 6             | 8             | 83            | —             | —  | —        | —        | —        |          |          |
| 1998/1999       | Lowell Lock Monsters    | AHL             | 23    | 2             | 2             | 4             | 47            | —             | —  | —        | —        | —        |          |          |
| 1999/2000       | New York Islanders      | NHL             | 65    | 2             | 9             | 11            | 57            | —             | —  | —        | —        | —        |          |          |
| 2000/2001       | New York Islanders      | NHL             | 82    | 2             | 7             | 9             | 157           | —             | —  | —        | —        | —        |          |          |
| 2001/2002       | Ottawa Senators         | NHL             | 75    | 10            | 13            | 23            | 156           | 10            | 0  | 1        | 1        | 12       |          |          |
| 2002/2003       | Ottawa Senators         | NHL             | 74    | 9             | 30            | 39            | 116           | —             | —  | —        | —        | —        |          |          |
| 2003/2004       | Ottawa Senators         | NHL             | 79    | 16            | 24            | 40            | 147           | 7             | 1  | 1        | 2        | 8        |          |          |
| 2004/2005       | Färjestad BK            | SEL             | 33    | 10            | 15            | 25            | 132           | 13            | 3  | 5        | 8        | 82       |          |          |
| 2005/2006       | Ottawa Senators         | NHL             | 71    | 16            | 27            | 43            | 135           | 10            | 1  | 3        | 4        | 23       |          |          |
| 2006/2007       | Boston Bruins           | NHL             | 80    | 11            | 32            | 43            | 100           | —             | —  | —        | —        | —        |          |          |
| 2007/2008       | Boston Bruins           | NHL             | 77    | 17            | 34            | 51            | 114           | 7             | 1  | 1        | 2        | 12       |          |          |
| 2008/2009       | Boston Bruins           | NHL             | 80    | 19            | 31            | 50            | 95            | 11            | 1  | 3        | 4        | 12       |          |          |
| 2009/2010       | Boston Bruins           | NHL             | 80    | 7             | 37            | 44            | 87            | 13            | 2  | 5        | 7        | 29       |          |          |
| 2010/2011       | Boston Bruins           | NHL             | 81    | 14            | 30            | 44            | 88            | 24            | 2  | 7        | 9        | 34       |          |          |
| 2011/2012       | Boston Bruins           | NHL             | 79    | 12            | 40            | 52            | 86            | 7             | 1  | 2        | 3        | 8        |          |          |
| 2012/2013       | HC Lev Praha            | KHL             | 25    | 4             | 6             | 10            | 24            | —             | —  | —        | —        | —        |          |          |
| 2012/2013       | Boston Bruins           | NHL             | 48    | 7             | 12            | 19            | 70            | 17            | 2  | 9        | 11       | 16       |          |          |
| 2013/2014       | Boston Bruins           | NHL             | 77    | 17            | 23            | 40            | 66            | 12            | 2  | 2        | 4        | 14       |          |          |
| 2014/2015       | Boston Bruins           | NHL             | 63    | 8             | 12            | 20            | 42            | —             | —  | —        | —        | —        |          |          |
| 2015/2016       | Boston Bruins           | NHL             | 80    | 9             | 28            | 37            | 71            | —             | —  | —        | —        | —        |          |          |
| 2016/2017       | Boston Bruins           | NHL             | 75    | 10            | 19            | 26            | 59            | 6             | 0  | 1        | 1        | 2        |          |          |
| 2017/2018       | Boston Bruins           | NHL             | 73    | 7             | 17            | 24            | 60            | 12            | 1  | 2        | 3        | 4        |          |          |
| 2018/2019       | Boston Bruins           | NHL             | 62    | 5             | 9             | 14            | 57            | 23            | 2  | 4        | 6        | 16       |          |          |
| 2019/2020       | Boston Bruins           | NHL             | 68    | 5             | 9             | 14            | 60            | 13            | 0  | 2        | 2        | 8        |          |          |
| 2020/2021       | Washington Capitals     | NHL             | 55    | 2             | 8             | 10            | 44            | 5             | 0  | 0        | 0        | 2        |          |          |
| 2021/2022       | New York Islanders      | NHL             | 72    | 2             | 12            | 14            | 85            | —             | —  | —        | —        | —        |          |          |
| Celkem v NHL    | Celkem v NHL            | Celkem v NHL    | 1 680 | 209           | 471           | 680           | 2085          | 200           | 18 | 52       | 70       | 218      |          |          |
| Celkem v AHL    | Celkem v AHL            | Celkem v AHL    | 71    | 6             | 11            | 17            | 172           | 1             | 0  | 0        | 0        | 4        |          |          |
| Celkem v SEL    | Celkem v SEL            | Celkem v SEL    | 33    | 10            | 15            | 25            | 132           | 13            | 3  | 5        | 8        | 82       |          |          |
| Celkem v ČHL    | Celkem v ČHL            | Celkem v ČHL    | 1     | 0             | 0             | 0             | 0             | -             | -  | -        | -        | -        |          |          |
| Celkem v SHL    | Celkem v SHL            | Celkem v SHL    | 2     | 0             | 0             | 0             | 0             | -             | -  | -        | -        | -        |          |          |
| Celkem v 1. SHL | Celkem v 1. SHL         | Celkem v 1. SHL | 15    | 2             | 4             | 6             | 16            | -             | -  | -        | -        | -        |          |          |
| Celkem ve WHL   | Celkem ve WHL           | Celkem ve WHL   | 49    | 3             | 19            | 22            | 120           | 15            | 1  | 7        | 8        | 45       |          |          |

## Reprezentace
| Rok                       | Tým                       | Soutěž                    | Z  | G  | A  | B  | TM |
| ------------------------- | ------------------------- | ------------------------- | -- | -- | -- | -- | -- |
| 1999                      | Slovensko                 | MS                        | 6  | 1  | 0  | 1  | 6  |
| 2000                      | Slovensko                 | MS                        | 9  | 0  | 0  | 0  | 12 |
| 2001                      | Slovensko                 | MS                        | 7  | 0  | 1  | 1  | 10 |
| 2004                      | Slovensko                 | MS                        | 9  | 2  | 0  | 2  | 2  |
| 2004                      | Slovensko                 | SP                        | 4  | 0  | 2  | 2  | 8  |
| 2005                      | Slovensko                 | MS                        | 7  | 0  | 2  | 2  | 2  |
| 2006                      | Slovensko                 | OH                        | 6  | 1  | 1  | 2  | 2  |
| 2007                      | Slovensko                 | MS                        | 7  | 3  | 1  | 4  | 4  |
| 2010                      | Slovensko                 | OH                        | 7  | 0  | 3  | 3  | 6  |
| 2012                      | Slovensko                 | MS                        | 10 | 2  | 2  | 4  | 4  |
| 2014                      | Slovensko                 | OH                        | 4  | 0  | 1  | 1  | 4  |
| 2016                      | Tým Evropy                | SP                        | 6  | 2  | 0  | 2  | 6  |
| Seniorská kariéra celkově | Seniorská kariéra celkově | Seniorská kariéra celkově | 82 | 11 | 13 | 24 | 66 |